# Дерновка (Малобоевский сельсовет)
Дерновка — деревня Малобоевского сельсовета Елецкого района Липецкой области.

## География
Дерновка находится южнее деревни Рудневка и западнее деревни Сосенка. На юге Дерновки ручей Паниковец образует большой водоём.
Через деревню проходят просёлочные дороги, имеется одна улица — Мира.

## Население
| 2010 |
| ---- |
| 0    |